# Доля джентльмена
«Доля джентльмена» (англ. Gentleman's Fate) — американська драма режисера Мервіна Лероя 1931 року.

## Сюжет
Джек живе світським життям. Він дізнається, що його померлий батько живий, але вмирає від отруєння свинцем. Батько послав Джека подалі двадцять років тому, щоб утримати його від рекету. Але тепер, коли він помирає, батько хоче розділити бізнес між Джакомо і Френком, іншими його синами.

## У ролях
- Джон Гілберт — Джакомо Томасуло / Джек Томас
- Луїс Волхайм — Френк Томасуло
- Лейла Гаямс — Марджорі Ченнінг
- Аніта Пейдж — Рут Корріган
- Марі Прево — Мейбл
- Джон Мільян — Флоріо
- Джордж Купер — Майк
- Феріке Борос — Анджела
- Ральф Інс — Данте
- Френк Рейгер — Папа Франческо Томасуло
- Пол Порказі — Папа Маріо Гівонні
- Тенен Голц — Тоні